# Ingrid Bøe Jacobsen
Ingrid Bøe Jacobsen (6 de enero de 1992) es una deportista noruega que compite en ciclismo de montaña en la disciplina de campo a través. Ganó dos medallas en el Campeonato Mundial de Ciclismo de Montaña, plata en 2015 y bronce en 2014, ambas en la prueba de eliminación.

## Palmarés internacional
| Campeonato Mundial | Campeonato Mundial            | Campeonato Mundial | Campeonato Mundial |
| Año                | Lugar                         | Medalla            | Competición        |
| ------------------ | ----------------------------- | ------------------ | ------------------ |
| 2014               | Hafjell/Lillehammer (Noruega) | Medalla de bronce  | Eliminación        |
| 2015               | Vallnord (Andorra)            | Medalla de plata   | Eliminación        |